# Occidryas quino
Occidryas quino är en fjärilsart som beskrevs av Hans Hermann Behr 1863. Occidryas quino ingår i släktet Occidryas och familjen praktfjärilar. Inga underarter finns listade i Catalogue of Life.